# Liste der Biografien/Ruf
Liste der Biografien |
Portal Biografien |
Personensuche
# |
A |
B |
C |
D |
E |
F |
G |
H |
I |
J |
K |
L |
M |
N |
O |
P |
Q |
R |
S |
T |
U |
V |
W |
X |
Y |
Z |
?
 
Ra |
Rb |
Rd |
Re |
Rh |
Ri |
Rj |
Rk |
Rl |
Rm |
Rn |
Ro |
Rr |
Rs |
Rt |
Ru |
Rv |
Rw |
Rx |
Ry |
Rz
 
Rua |
Rub |
Ruc |
Rud |
Rue |
Ruf |
Rug |
Ruh |
Rui |
Ruj |
Ruk |
Rul |
Rum |
Run |
Ruo |
Rup |
Rur |
Rus |
Rut |
Ruu |
Ruv |
Ruw |
Rux |
Ruy |
Ruz
Die Liste der Biografien führt alle Personen auf, die in der deutschsprachigen Wikipedia einen Artikel haben. Dieses ist eine Teilliste mit 215 Einträgen von Personen, deren Namen mit den Buchstaben „Ruf“ beginnt.

## Ruf
- Ruf, August (1869–1944), langjähriger katholischer Stadtpfarrer in Singen (Hohentwiel) und Opfer des Nationalsozialismus
- Ruf, Beatrix (* 1960), deutsche Museumskuratorin, Museumsdirektorin und Autorin
- Ruf, Bernd (* 1964), deutscher Dirigent und Klarinettist
- Ruf, Bernhard (* 1976), österreichischer Politiker (ÖVP), Mitglied des Bundesrates
- Ruf, Christian (* 1983), deutscher Politiker (CDU), Oberbürgermeister von Rottweil
- Ruf, Christoph (* 1971), deutscher Autor und Journalist
- Ruf, Conrad (1840–1922), deutscher Fotograf
- Ruf, Éric (* 1969), französischer Schauspieler, Bühnenbildner, Theater- und Opernregisseur
- Ruf, Erwin (* 1910), deutscher Fußballspieler
- Ruf, Franz (1909–1997), deutscher Architekt
- Ruf, Franz (* 1968), österreichischer Polizist, Landespolizeidirektor für Salzburg
- Ruf, Friedhelm (* 1955), deutscher Journalist und Autor
- Ruf, Gerhard (1927–2008), deutscher Ordensbruder der Minoriten
- Rüf, Gigi (* 1981), österreichischer Snowboarder
- Ruf, Hugo (1925–1999), deutscher Cembalist und Musikprofessor
- Ruf, Ilja (* 2001), deutscher Musiker (Klarinette, Piano, Komposition)
- Ruf, Jakob († 1558), Schweizer Chirurg und Schriftsteller
- Rüf, Josef (1882–1934), österreichischer Politiker (CS), Landtagsabgeordneter
- Ruf, Joseph (1905–1940), religiös motivierter Kriegsdienstverweigerer
- Ruf, Linus (* 2005), deutscher Basketballspieler
- Ruf, Ludwig, deutscher Fußballspieler
- Ruf, Markus (* 1959), Schweizer Jurist und ehemaliger Politiker
- Ruf, Martin (* 1960), deutscher Schriftsteller und literarischer Übersetzer
- Ruf, Martin (* 1973), deutscher Wirtschaftswissenschaftler
- Ruf, Nadine (* 1978), deutsche Politikerin (SPD)
- Ruf, Niels (* 1973), deutscher Fernsehmoderator, Autor und SchauspielerNiels Ruf (* 1973)

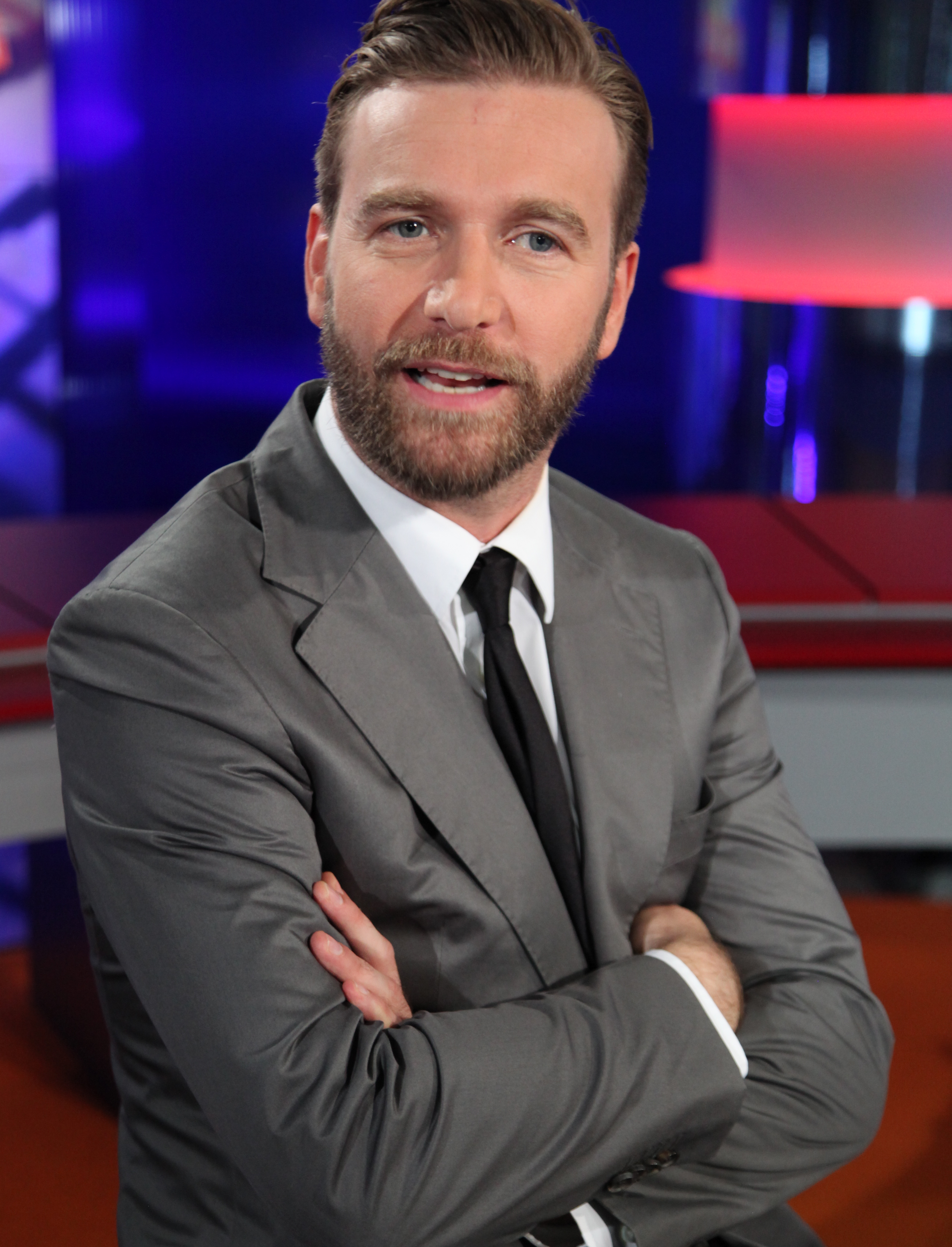
Niels Ruf (* 1973)

- Ruf, Norbert (1933–2012), deutscher katholischer Geistlicher und Kirchenrechtler
- Ruf, Paul (1890–1964), deutscher Germanist und Bibliothekar
- Ruf, Rudolf (1922–2012), deutscher Politiker (CDU), MdB
- Ruf, Sebastian (1802–1877), Tiroler Priester, Psychologe und Lokalhistoriker
- Ruf, Sep (1908–1982), deutscher Architekt und Designer
- Ruf, Sonja (* 1967), deutsche Schriftstellerin
- Ruf, Theodor Anton (1865–1943), österreichischer Architekt und Baumeister
- Ruf, Thomas (1911–1996), deutscher Politiker (CDU), MdB
- Ruf, Werner (* 1937), deutscher Politikwissenschaftler und Friedensforscher
- Ruf, Wolfgang (* 1941), deutscher Musikwissenschaftler und Hochschullehrer
- Ruf, Wolfgang J. (* 1943), deutscher Publizist, Kulturpolitiker
- Ruf, Wolfram (* 1958), deutscher Mediziner

### Rufa
- Rufai, Peter (1963–2025), nigerianischer Fußballtorhüter

### Rufe
- Rufeisen, Daniel (1922–1998), polnisch-israelischer Ordenspriester (Karmelit)Daniel Rufeisen (1922–1998)

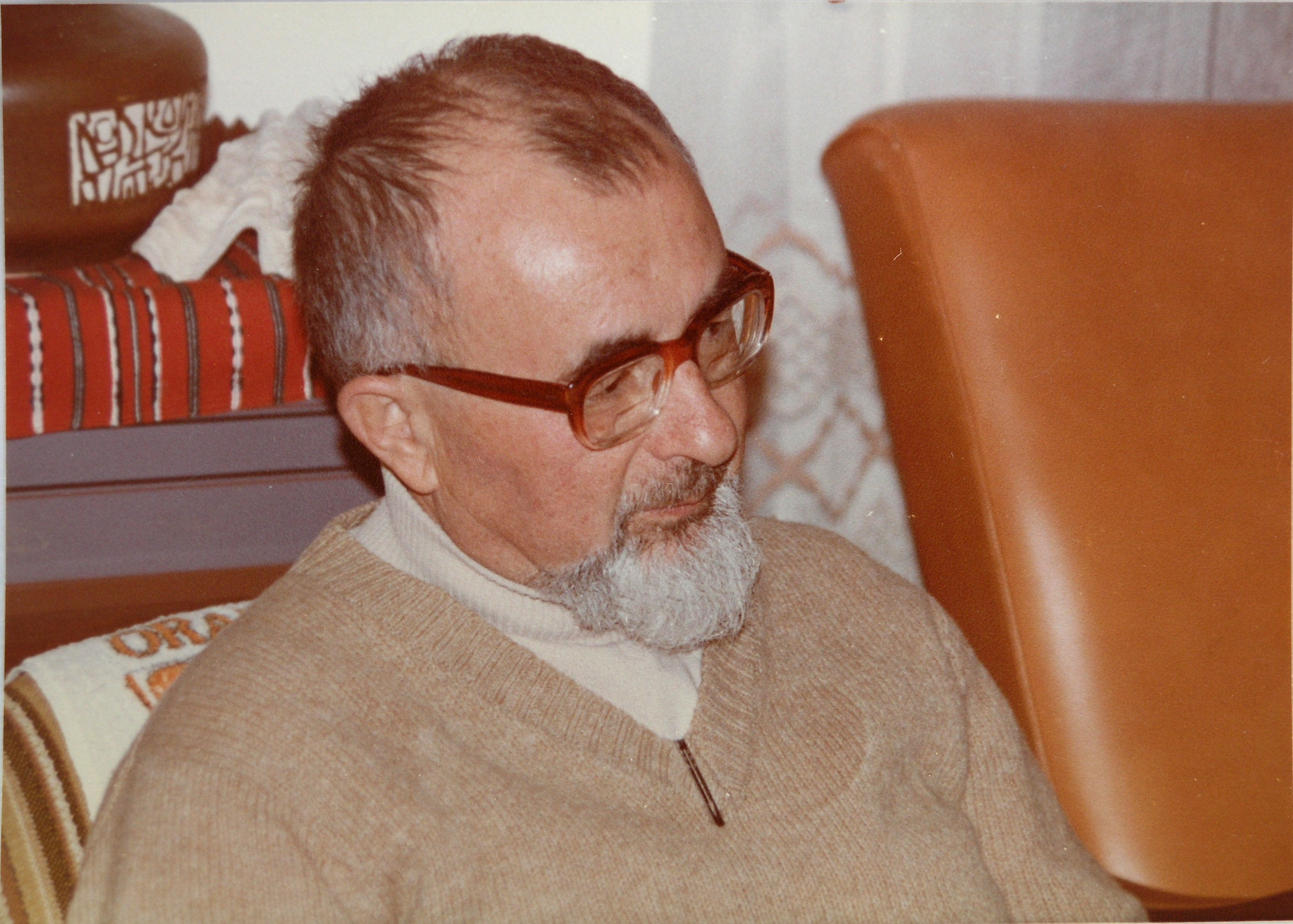
Daniel Rufeisen (1922–1998)

- Rüfenacht, Andrea (* 1967), Schweizer Politikerin (SP)
- Rüfenacht, Daphné (* 1978), Schweizer Politikerin (Grüne)
- Rüfenacht, Hermann (1867–1934), Schweizer Jurist und Diplomat
- Rüfenacht, Matthias (* 1956), Schweizer Schachspieler
- Rüfenacht, Nadin Maria (* 1980), schweizerische Fotografin
- Rüfenacht, Otto (1919–1982), Schweizer Degenfechter
- Rüfenacht, Ruedi (* 1964), Schweizer Politiker (EVP)
- Rüfenacht, Silvio (* 1968), Schweizer Schwinger
- Rüfenacht, Thomas (* 1985), schweizerisch-US-amerikanischer Eishockeyspieler
- Rufener, Rudolf (1906–1972), Schweizer Gymnasiallehrer (Altphilologe)
- Rufer, Aaron (* 1995), deutscher Schauspieler
- Rufer, Alfred (1885–1970), Schweizer Historiker und Archivar
- Rufer, Claire (1914–1973), Schweizer Architektin
- Rufer, Hanspeter (1948–2012), Schweizer Eishockeyspieler
- Rufer, Josef (1893–1985), deutscher Musikwissenschaftler, -lehrer, -herausgeber und Publizist
- Rufer, Marc (* 1942), Schweizer Arzt, Psychiatriekritiker und Psychotherapeut
- Rufer, Martin (* 1977), Schweizer Politiker (FDP.Die Liberalen)
- Rüfer, Philipp Bartholomé (1844–1919), deutscher Komponist
- Rüfer, Rüdiger (* 1933), deutscher Komponist für Elektroakustische Musik
- Rufer, Wynton (* 1962), neuseeländischer FußballspielerWynton Rufer (* 1962)

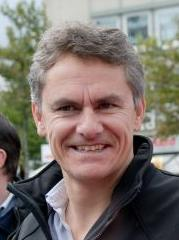
Wynton Rufer (* 1962)

- Rufete, Francisco (* 1976), spanischer Fußballspieler

### Ruff
- Ruff (* 1986), Schweizer Rapper
- Ruff, Charles (1939–2000), US-amerikanischer Jurist, Sonderermittler
- Ruff, Christiane (* 1960), deutsche Fernsehproduzentin
- Ruff, Franz (1906–1979), deutscher Architekt
- Ruff, Harry (* 1931), ukrainischer Maler
- Ruff, Helgret (1943–2017), deutsche Sportjournalistin
- Ruff, Hugo (1843–1924), deutscher Heimatforscher
- Ruff, Ian (* 1946), australischer Segler
- Ruff, Ingo (* 1965), deutscher Moderator und Sprecher
- Ruff, Josef (1846–1912), österreichischer Arzt und Publizist
- Ruff, Konrad (* 1895), deutscher Maler, Grafiker und Kunstpädagoge
- Ruff, Lennart (* 1986), deutscher Regisseur
- Ruff, Leon (* 1996), amerikanischer Wrestler
- Ruff, Lindy (* 1960), kanadischer Eishockeyspieler und -trainer
- Ruff, Ludwig (1878–1934), deutscher Architekt
- Ruff, Mark Edward (* 1969), US-amerikanischer Historiker
- Ruff, Matt (* 1965), US-amerikanischer Schriftsteller
- Ruff, Otto (1871–1939), deutscher Chemiker
- Ruff, Philipp (1907–1980), österreichischer Musikwissenschaftler
- Ruff, Siegfried (1895–1946), deutscher Generalleutnant der Wehrmacht und Kriegsverbrecher
- Ruff, Siegfried (1907–1989), deutscher Luftwaffenmediziner, KZ-Arzt, Hochschullehrer
- Ruff, Thomas (* 1958), deutscher Fotograf und Künstler
- Ruff, Tobias (* 1976), deutscher Forstingenieur, Gewässerökologe und Politiker (ÖDP)
- Ruff, Willie (1931–2023), US-amerikanischer Jazzmusiker, Komponist und Hochschullehrer
- Ruffalo, Mark (* 1967), US-amerikanischer SchauspielerMark Ruffalo (* 1967)

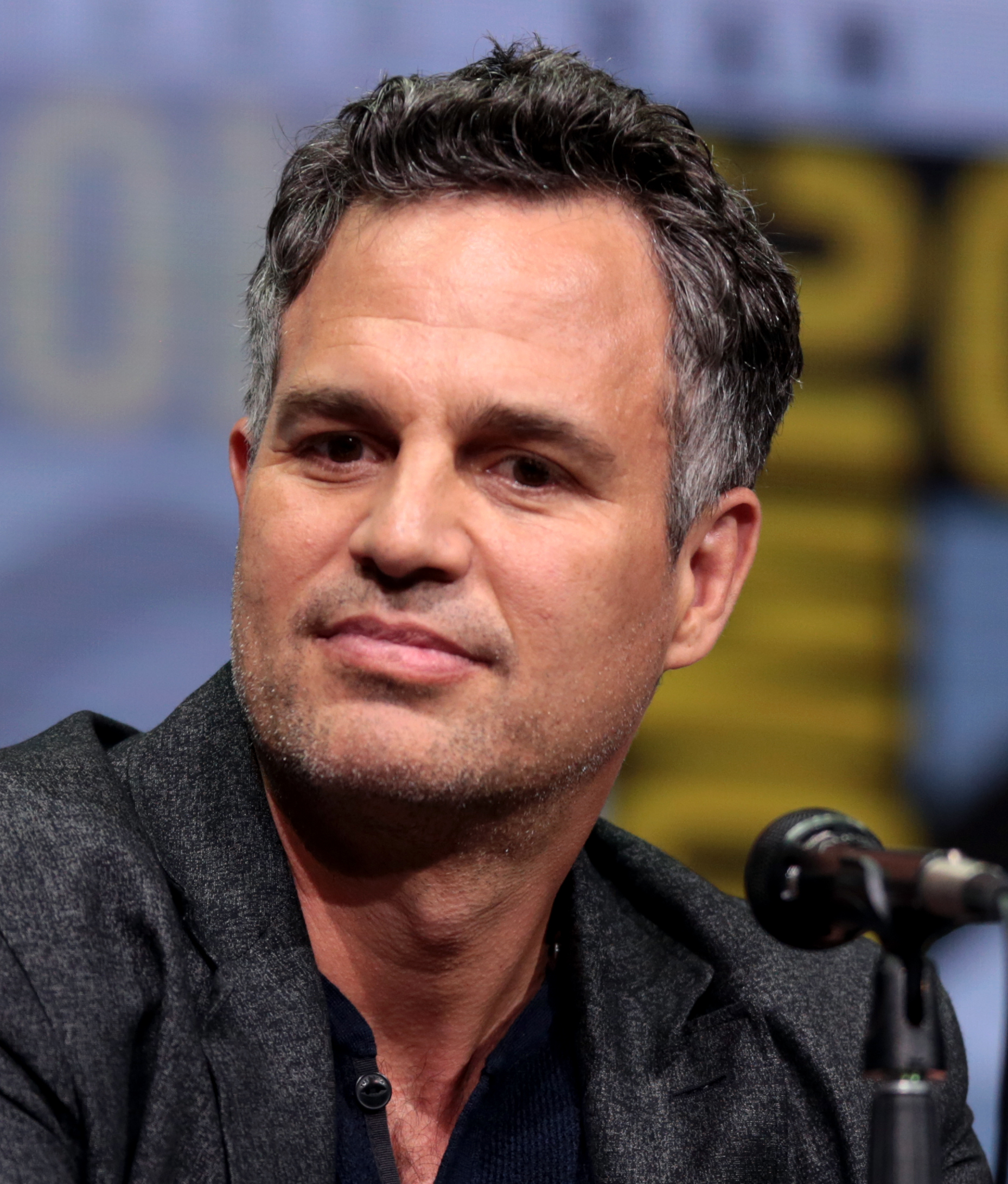
Mark Ruffalo (* 1967)

- Ruffano, Agostino Ferrante di (1885–1974), italienischer Diplomat
- Ruffato, Luiz (* 1961), brasilianischer Schriftsteller und Literaturwissenschaftler
- Ruffel, Lionel (* 1975), französischer Literaturwissenschaftler und Theoretiker der Gegenwart
- Ruffell, Charles (1888–1923), britischer Leichtathlet
- Ruffelle, Frances (* 1965), britische Musicaldarstellerin und Sängerin
- Ruffels, Ray (* 1946), australischer Tennisspieler
- Ruffelse, Cas (1888–1958), niederländischer Fußballspieler
- Ruffenach, Heinrich (1931–2015), deutscher Radrennfahrer
- Rüffer, Anne (* 1957), deutsche Verlegerin
- Rüffer, Balthasar (1534–1599), deutscher Politiker, Würzburger Oberbürgermeister
- Rüffer, Bruno (1901–1943), deutscher kommunistischer Widerstandskämpfer
- Rüffer, Christoph (* 1973), deutscher Koch
- Rüffer, Corinna (* 1975), deutsche Politikerin (Bündnis 90/Die Grünen), MdBCorinna Rüffer (* 1975)

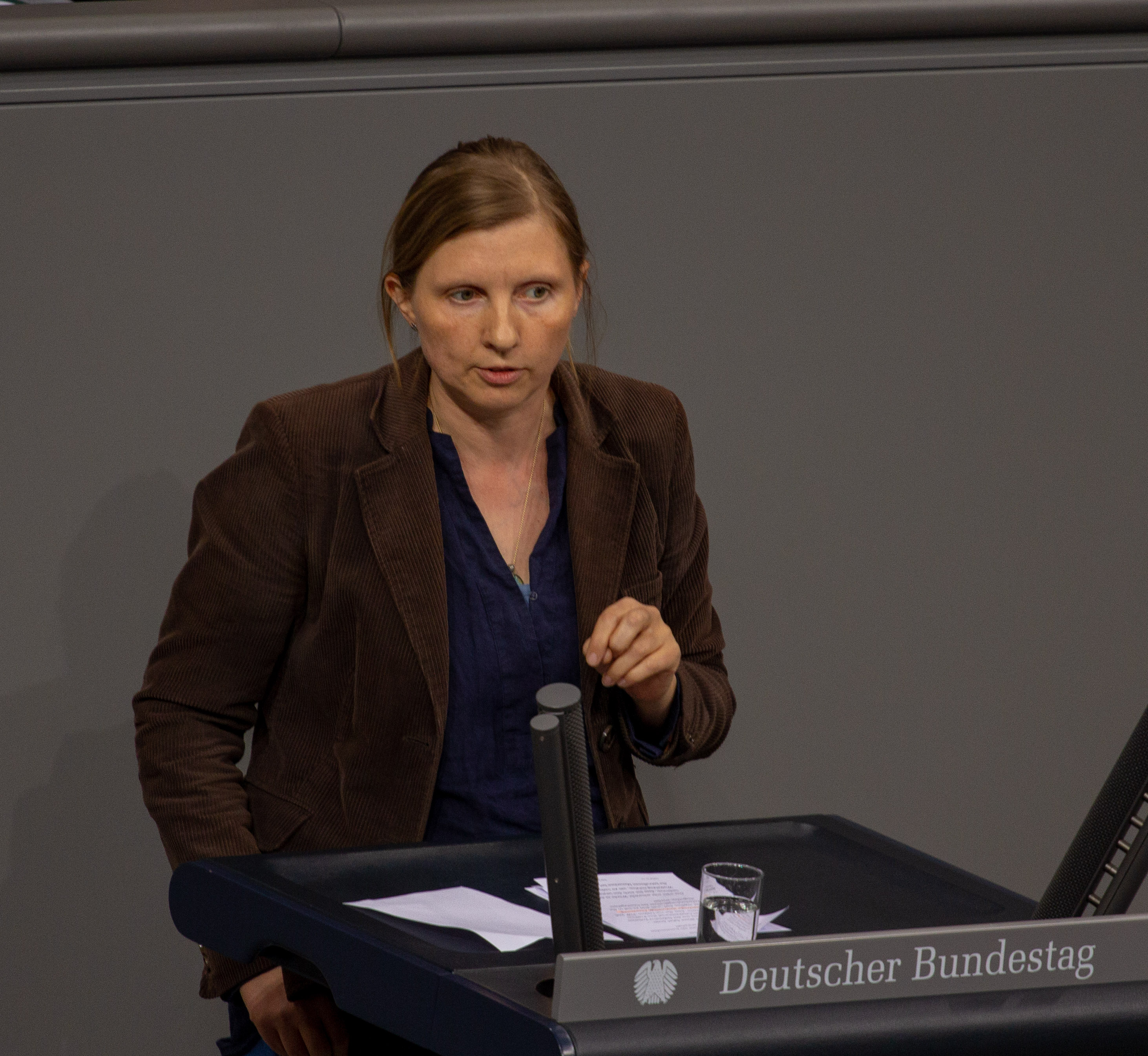
Corinna Rüffer (* 1975)

- Rüffer, Eduard (1835–1878), deutscher Schriftsteller
- Ruffer, Marc Armand (1859–1917), englischer Bakteriologe und Paläopathologe
- Rüffer, Mina-Giselle (* 2003), deutsche Schauspielerin
- Rüffer, Paul (* 1873), deutscher Politiker (DNVP), MdL
- Ruffert, Günther (1927–2010), deutscher Buchautor und Bauingenieur
- Rüffert, Julia (* 1988), deutsche Jazzmusikerin (Posaune, Komposition)
- Ruffert, Matthias (* 1966), deutscher Jurist und Hochschullehrer
- Ruffet, Louis (1836–1923), schweizerischer protestantischer Kirchenhistoriker
- Ruffett, Ray (1924–2021), englischer Fußballspieler
- Ruffi, Antoine de (1607–1689), französischer Regionalhistoriker
- Ruffi, Louis-Antoine de (1657–1724), französischer Regionalhistoriker
- Ruffi, Robert (1542–1634), französischer Dichter okzitanischer Sprache, Notar und Archivar
- Ruffié, Jane (1887–1976), französische Künstlerin der Art brut
- Ruffier, Stéphane (* 1986), französischer Fußballtorwart
- Rüffieux, Laura (* 1995), deutsche Handballspielerin
- Ruffin, Amber (* 1979), US-amerikanische Komikerin, Drehbuchautorin und Fernsehmoderatorin
- Ruffin, David (1941–1991), US-amerikanischer Gospel- und Soulsänger
- Ruffin, François (* 1975), französischer Journalist, Essayist, Regisseur und Politiker
- Ruffin, François-Amable (1771–1811), französischer General der Infanterie
- Ruffin, Hanns (1902–1979), deutscher Mediziner
- Ruffin, James Edward (1893–1977), US-amerikanischer Politiker
- Ruffin, Jimmy (1936–2014), US-amerikanischer Soulsänger
- Ruffin, Josephine St. Pierre (1842–1924), US-amerikanische Verlegerin, Journalistin, Bürgerrechtlerin, Frauenrechtlerin
- Ruffin, Kurt von (1901–1996), deutscher Sänger und Schauspieler
- Ruffin, Rudolf (1864–1925), deutscher Bezirksamtmann
- Ruffin, Sandra von (* 1986), deutsche SchauspielerinSandra von Ruffin (* 1986)

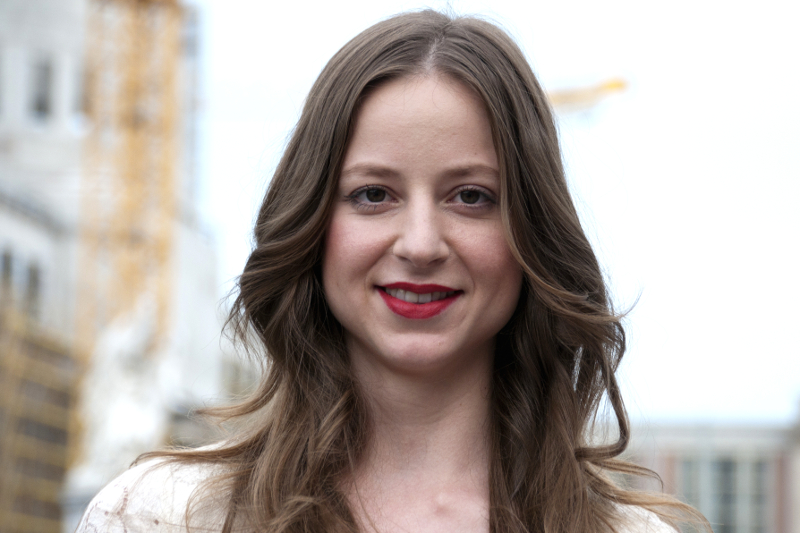
Sandra von Ruffin (* 1986)

- Ruffin, Thomas (1787–1870), US-amerikanischer Politiker und Jurist
- Ruffin, Thomas (1820–1863), US-amerikanischer Politiker
- Ruffine, Johan (* 1987), französischer Straßenradrennfahrer von Guadeloupe
- Ruffiner, Ulrich, Schweizer Baumeister
- Ruffing, Franz (1912–1989), deutscher Maler und Grafiker
- Ruffing, Hans (1897–1979), deutscher Politiker (CVP), MdL
- Ruffing, Kai (* 1967), deutscher Althistoriker
- Ruffing, Red (1905–1986), US-amerikanischer Baseballspieler
- Ruffing-Bernadotte, Catherina (* 1977), deutsch-schwedische Landschaftsarchitektin
- Ruffini, Alwin (1851–1906), deutscher Opernsänger (Bass)
- Ruffini, Andre (1590–1648), italienischer Steinmetzmeister und Bildhauer der Renaissance und der erste Richter im Steinbruch
- Ruffini, Angelo (1864–1929), italienischer Histologe und Embryologe
- Ruffini, Attilio (1924–2011), italienischer Politiker
- Ruffini, Claudio (1922–1981), italienischer Schauspieler und Stuntman
- Ruffini, Ernesto (1888–1967), italienischer Bischof und Kardinal
- Ruffini, Giovanni Domenico (1807–1881), englisch-italienischer Schriftsteller
- Ruffini, Giulano, französischer Kunstsammler und -händler
- Ruffini, Jacopo (1805–1833), italienischer Freiheitskämpfer während des Risorgimento
- Ruffini, Johann Baptist von (1672–1749), Salzkaufmann in Bayern
- Ruffini, Joseph († 1749), Maler
- Ruffini, Mario (1896–1980), italienischer Romanist, Rumänist und Übersetzer
- Ruffini, Paolo (1765–1822), italienischer Mathematiker und Philosoph
- Ruffini, Paolo (* 1956), italienischer Journalist
- Ruffini, Remo (* 1942), italienischer Physiker
- Ruffini, Simone (* 1989), italienischer Schwimmer
- Ruffinoni, Alessandro Carmelo (* 1943), italienischer Ordensgeistlicher, emeritierter römisch-katholischer Bischof von Caxias do Sul
- Ruffins, Kermit (* 1964), US-amerikanischer Musiker (Trompete, Gesang, Komposition) des traditionellen Jazz
- Ruffle, Amy (* 1992), australische Schauspielerin und SängerinAmy Ruffle (* 1992)

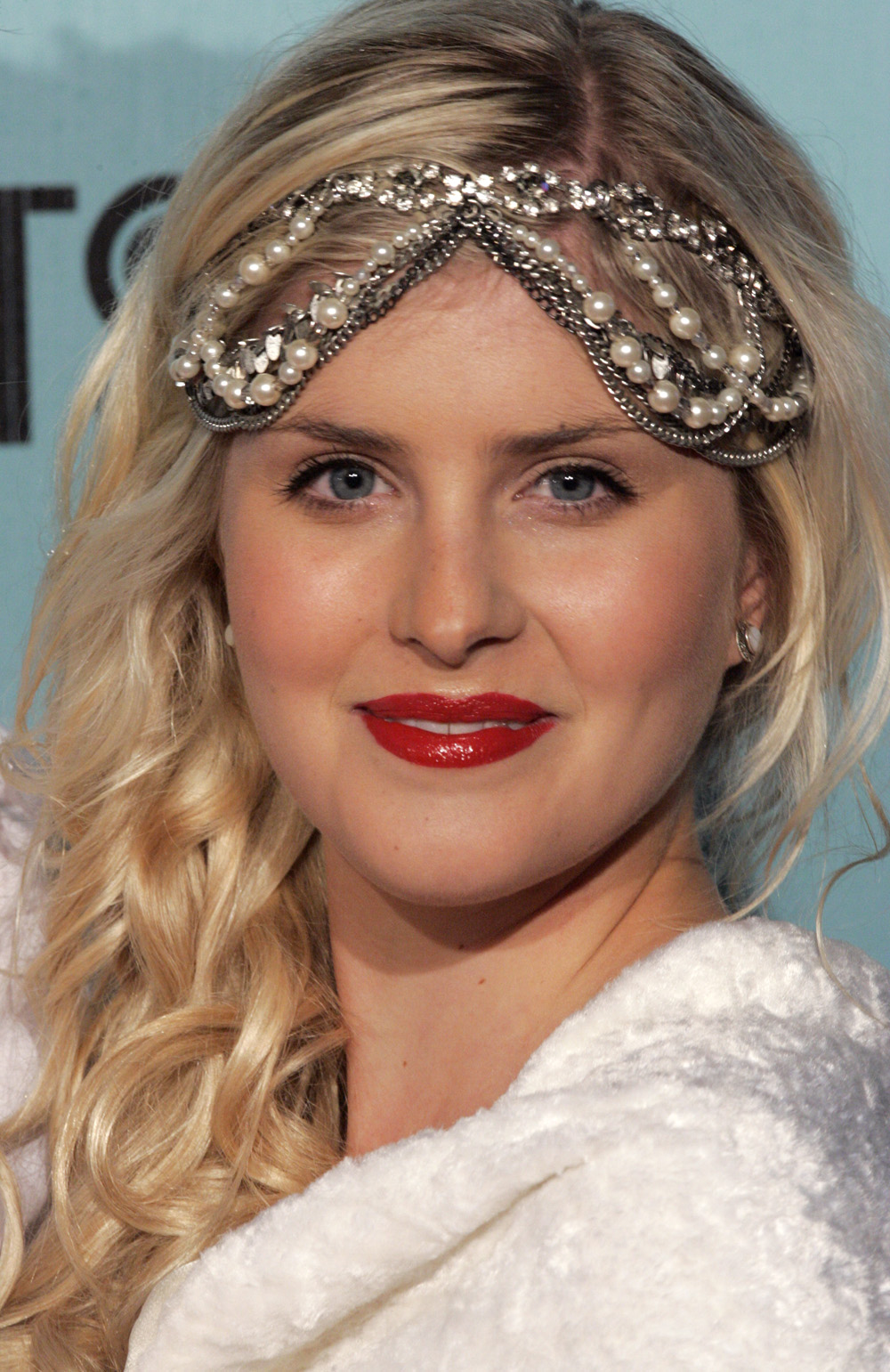
Amy Ruffle (* 1992)

- Rüffler, Friedrich (* 1966), österreichischer Rechtswissenschaftler
- Rüffler, Siegfried Maria (1898–1965), österreichischer Bildhauer
- Ruffler, Walter (* 1949), deutscher Politiker, Abgeordneter in der Bremischen Bürgerschaft (1991–1995)
- Ruffmann, Karl-Heinz (1922–1996), deutscher Historiker
- Ruffner, Clark L. (1903–1982), US-amerikanischer Offizier, General der US Army
- Ruffner, Josa (1898–1986), österreichische Schriftstellerin
- Ruffo di Calabria, Paola (* 1937), belgische Adelige, Königin der BelgierPaola Ruffo di Calabria (* 1937)

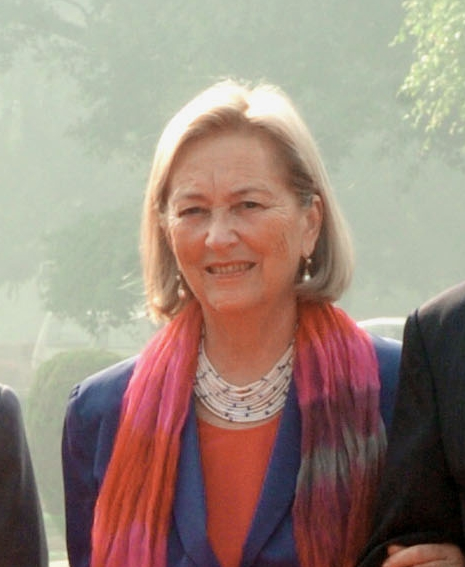
Paola Ruffo di Calabria (* 1937)

- Ruffo Scilla, Luigi (1750–1832), italienischer Kardinal, Apostolischer Nuntius und Erzbischof von Neapel
- Ruffo, Antonio († 1678), italienischer Adliger, Geschäftsmann, Politiker, Mäzen, Kunstsammler
- Ruffo, Antonio Maria (1687–1753), Kardinal der römisch-katholischen Kirche
- Ruffo, Bruno (1920–2007), italienischer Motorradrennfahrer
- Ruffo, Covella († 1445), italienische Adelige
- Ruffo, Elio (1921–1972), italienischer Spielfilm- und Dokumentarfilmregisseur
- Ruffo, Fabrizio Dionigi (1744–1827), Kardinal der katholischen Kirche
- Ruffo, Giordano († 1256), italienischer Adliger und Kastellan am Hof des Stauferkaisers Friedrichs II.
- Ruffo, Giuseppe Maria (1696–1754), italienischer Geistlicher und Erzbischof von Capua
- Ruffo, Johnny (1988–2023), australischer Popsänger, Tänzer und Schauspieler
- Ruffo, Leonora (1935–2007), italienische Filmschauspielerin
- Ruffo, Marco, italienischer Architekt
- Ruffo, Titta (1877–1953), italienischer Opernsänger (Bariton)
- Ruffo, Tommaso (1663–1753), italienischer Kardinal der Römischen Kirche
- Ruffo, Vincenzo († 1587), italienischer Geistlicher, Kapellmeister und Komponist
- Ruffo-Scilla, Fulco Luigi (1840–1895), italienischer Geistlicher, Kardinal und apostolischer Nuntius
- Ruffoni, Nicola (* 1990), italienischer Radrennfahrer
- Ruffy, Eugène (1854–1919), Schweizer Politiker
- Ruffy, Victor (1823–1869), Schweizer Politiker
- Ruffy, Victor (1937–2016), Schweizer Politiker (SP)

### Rufi
- Rufián, Gabriel (* 1982), spanischer Aktivist und PolitikerGabriel Rufián (* 1982)

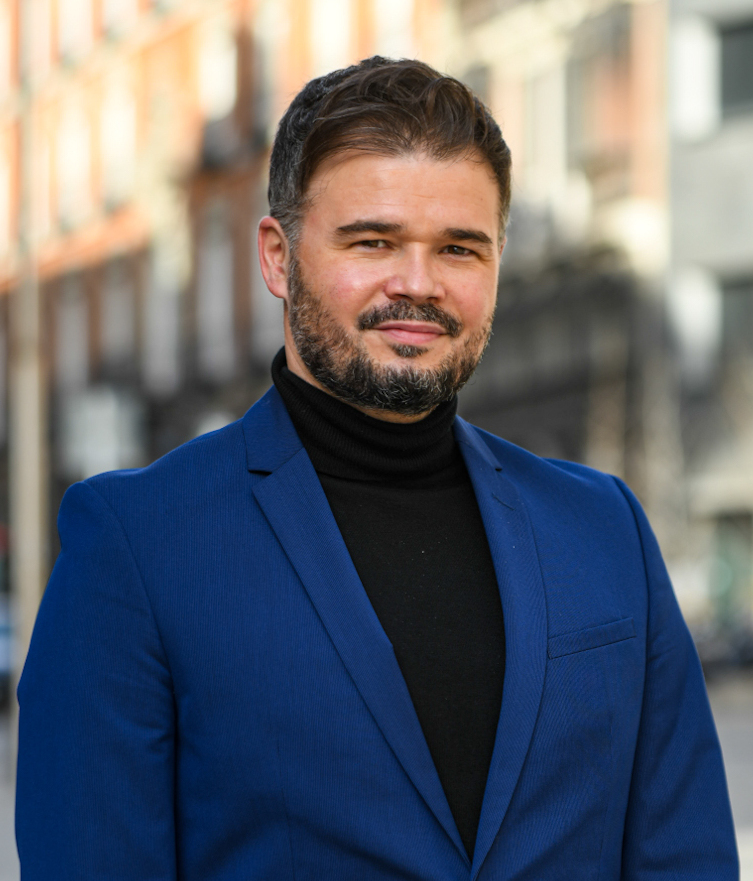
Gabriel Rufián (* 1982)

- Rufidis, Julian (* 2000), deutsch-griechischer Fußballspieler
- Rufin, Guillaume (* 1990), französischer Tennisspieler
- Rufin, Jean-Christophe (* 1952), französischer Arzt, Schriftsteller, Essayist, Diplomat und Menschenrechtler
- Rufinatscha, Johann (1812–1893), österreichischer Komponist und Musikpädagoge
- Rufinianus, Lucius Caesonius Lucillus Macer, römischer Senator
- Rufino dos Santos, Joel (1941–2015), brasilianischer Historiker, Schriftsteller und Menschenrechtler
- Rufino, Roberto (1922–1999), argentinischer Tangosänger, -dichter und -komponist
- Rufinus, antiker römischer Toreut
- Rufinus I. († 293), Bischof von Byzanz
- Rufinus von Aquileia, Mönch, Historiker und Theologe
- Rufinus von Assisi, erster Bischof von AssisiRufinus von Assisi

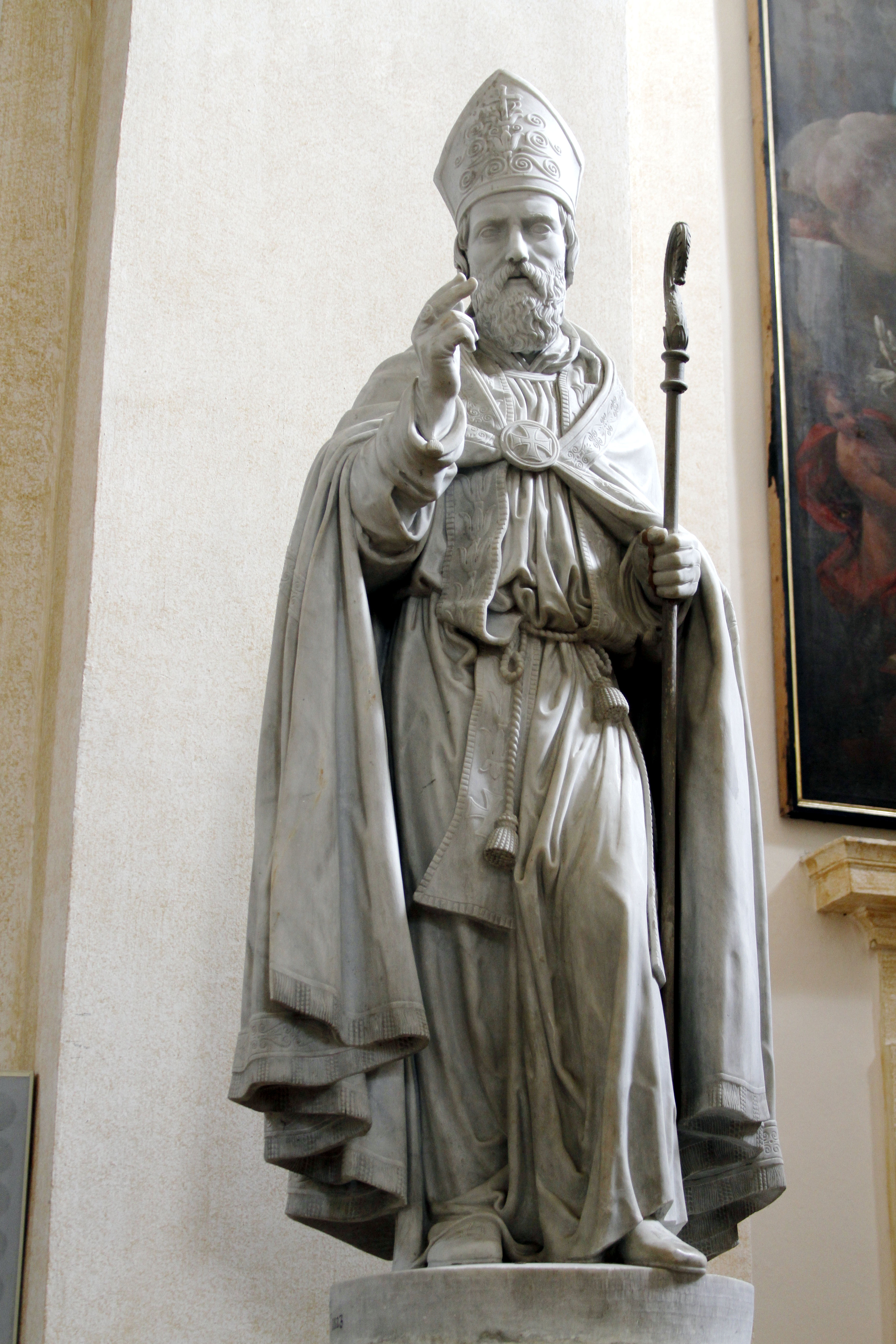
Rufinus von Assisi

- Rufinus, Flavius († 395), oströmischer Feldherr, Staatsmann und Konsul 392
- Rufio, römischer Offizier Gaius Iulius Caesars
- Rufius Achilius Maecius Placidus, römischer Politiker und Konsul (481)
- Rufius Achilius Sividius, spätantiker Politiker und Konsul (488)
- Rufius Gennadius Probus Orestes, römischer Patricius und Konsul 530
- Rufius Magnus Faustus Avienus, spätantiker Politiker und Konsul (502)
- Rufius Postumius Festus, römischer Politiker und Konsul 472
- Rufius Praetextatus Postumianus, spätantiker Politiker und Konsul (448)

### Rufl
- Rufli, Ernst (1910–1996), Schweizer Ruderer
- Rüfli, Vincent (* 1988), Schweizer Fussballspieler
- Ruflin, Éléonore-Justine (1832–1905), Mitglied der Familie Bonaparte

### Rufn
- Rüfner, Thomas (* 1971), deutscher Rechtswissenschaftler und Hochschullehrer
- Rüfner, Vinzenz (1899–1976), deutscher Philosoph
- Rüfner, Wolfgang (1933–2025), deutscher Rechtswissenschaftler

### Rufr
- Rufrius Crispinus († 66), römischer Prätorianerpräfekt

### Rufu
- Rufus, Schüler des Apostels Paulus und Heiliger
- Rufus (* 1942), französischer SchauspielerRufus (* 1942)

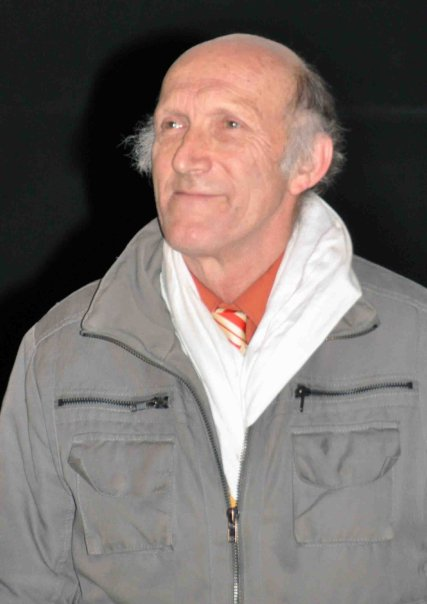
Rufus (* 1942)

- Rufus aus Samaria, antiker jüdischer Arzt
- Rufus von Capua, christlicher Märtyrer und Heiliger
- Rufus von Ephesos, antiker Arzt
- Rufus von Metz, Bischof von Metz
- Rufus, Gaius Antonius, römischer Offizier (Kaiserzeit)
- Rúfus, Milan (1928–2009), slowakischer Schriftsteller